# 10058 Ikwilliamson
10058 Ikwilliamson eller 1988 DD5 är en asteroid i huvudbältet som upptäcktes den 25 februari 1988 av den australiensiske astronomen Robert H. McNaught vid Siding Spring-observatoriet. Den är uppkallad efter den kanadensiske astronomen Isabel K. Williamson.
Asteroiden har en diameter på ungefär 6 kilometer.